# Mahdī ʿĀmil
Mahdī ʿĀmil (bekannt als Mahdi Amel; * 1936 in Beirut; † 18. Mai 1987; arabisch مهدي عامل, Pseudonym für حسن عبد الله حمدان DMG Ḥassan ʿAbdullāh Ḥamdān) war ein libanesischer marxistischer Intellektueller, Aktivist, Journalist und Dichter. Das Pseudonym Mahdī ʿĀmil, unter dem er später am bekanntesten werden sollte, legte er sich zu, als er begann für das Journal der Libanesisch-Kommunistischen Partei (LKP) aṭ-Ṭarīq zu schreiben. Der Name ist durch die Bergregion namens Ǧabal ʿĀmil im Südlibanon inspiriert, in der der größte Anteil der schiitischen Bevölkerung des Landes lebt. Als Dichter verwendete er das Pseudonym Hilāl Bin Zaytūn.
Sein arabischsprachiges Werk ist weitgefasst und setzt sich mit den gegenwärtigen Fragen seiner Zeit auseinander. Sei es hegemoniale Kulturkritik, Konfessionalismus im libanesischen Kontext oder die Kritik an nationalistischen Bewegungen. Auf diese und andere Entwicklungen versucht er Antworten durch eigene Deutungen mit Hilfe marxistischer Theoreme zu finden und sie praktisch anwendbar zu gestalten.

## Leben
Ḥassan Ḥamdān wurde 1936 in Beirut geboren und wuchs in einer schiitischen Familie in dem Dorf Ḥarūf im Süden des Libanon auf. Während seiner Schulzeit an der al-Maqāṣid al-Islamīyya Schule sammelte er erste politische Erfahrungen mit den arabisch-nationalistischen Strömungen.
1956 begann er sein Studium der Literatur, der Geschichte und der Philosophie in Paris und schloss dieses mit zwei Doktorgraden der Philosophie an der Universität Lyon ab. 1960 begann er seine politische Karriere, indem er der LKP beitrat. Er schloss sich bereits während seines Studiums in Paris im Zuge der französischen Studentenbewegung einer geheimen Gruppe arabischer Marxisten an, die den Widerstand Algerischen Unabhängigkeitskrieg unterstützte. Durch diese Gruppe bekam er Zugang zu den Netzwerken der Nationalen Befreiungsfront Algeriens, für die er Geld von algerisch-französischen Arbeitern an algerische Befreiungskämpfer schleuste. In dieser Zeit wurde Ḥamdān nicht nur von der Althusserianischen Version des Marxismus beeinflusst, sondern genauso von Intellektuellen wie Poulantzas, dem Anthropologen Pierre-Philippe Rey und insbesondere durch Frantz Fanon.
1963 entschlossen sich seine Frau Evelyn Brun und er gemeinsam in die Stadt Constantine in Algerien umzuziehen, um dem Land nach seiner Unabhängigkeit zu helfen. Dort unterrichtete er Philosophie an einer Hochschule und schrieb nebenbei für das Magazin Révolution Africaine, in dem er seine Theorien zu Themen wie dem antikolonialen Widerstand, Theorien zur Dritten Welt und den strukturellen Bedingungen des französischen Kolonialismus weiterentwickelte.
Auf Grund des Militärputschs in Algerien 1965 und dem Sechs-Tage-Krieg 1967 ging Ḥamdān zurück in den Libanon und arbeitete dort als Lehrer. Die verheerende Niederlage der arabischen Staaten gegen Israel und das ideologische Versagen des arabisch-nationalistischen Bestrebens bewegte die meisten arabischen Intellektuellen zu einem Umdenken. Ab 1967 schrieb Ḥamdān ausschließlich auf Arabisch, denn, so begründet er, es sei „ein großes Wagnis, dass einer von uns [Marxisten] auf Arabisch schreibt“. Er wurde politisch aktiv und begann für das Journal der LKP unter dem Pseudonym „Mahdī ʿĀmil“ zu schreiben. 1968 nahm er die federführende Position beim zweiten Parteikongress der LKP ein und gewann dadurch hohes Ansehen in der linken intellektuellen Szene Libanons. Ab Mitte der 1970er-Jahre unterrichtete er marxistische Philosophie am Soziologieinstitut der Libanesischen Universität in Beirut. Während der israelischen Besatzung Beiruts im Jahre 1982 half er beim bewaffneten Widerstand mit, die Wasserversorgung zu organisieren, da am 16. September jenes Jahres die LKP einen Schulterschluss mit anderen linksorientierten Organisation zur Libanesischen Widerstandsfront begehen sollte.
Er wurde am 18. Mai 1987 am helllichten Tag auf dem Weg zur Arbeit auf der al-Ğazāʾir Straße in Beirut aus dem Hinterhalt ermordet. Die Täter wurden niemals gefasst. Auf Grund seines Todes versammelten sich am 19. Mai Vertreter kultureller Organisationen, Medien und Hochschulen und deklarierten diesen Tag als „Siegestag des Wortes und der wissenschaftlichen Freiheit“. Wer ihn letztendlich getötet hat, bleibt eine umstrittene Frage. Es gibt Theorien, die das syrische Regime, schiitische Fundamentalisten bzw. die Amal-Bewegung oder die Hisbollah hinter dem Attentat vermuten. Die politischen Auseinandersetzungen der arabischen Marxisten mit den erwachenden islamistischen Bewegungen, die durch die Rekrutierung der Hisbollah sowie der Amal-Bewegung bei enttäuschten Schiiten aus kommunistischen Parteien und Gruppierungen Zulauf fanden, geben einen Hinweis auf die Täterschaft.

## Kulturkrise oder Krise der arabischen Bourgeoisie? (1974)
Im Frühjahr 1974 wurde sechs Monate nach dem Oktoberkrieg 1973 und inmitten der ersten Ölpreiskrise die Kuwait-Konferenz mit dem Titel ʾazmat at-taṭawwur al-ḥaḍārī fī al-waṭan al-ʿarabī (Deutsche Übers.: Die Krise zivilisatorischer Entwicklung in den arabischen Staaten) von der Kuwait-Universität organisiert. Auf dieser Konferenz versammelten sich insgesamt 24 arabische Intellektuelle (alles Männer) und veröffentlichten im Anschluss an die Konferenz Kommentare und Artikel, die die seit 1967 empfundene Kulturkrise der arabischen Bevölkerung mit Geschichte, Kolonialismus, Religion, Politik, alteingesessenen Familienstrukturen, Bildung und sozialen Werten in Verbindung setzten. Darüber hinaus warfen sie Themen wie die intellektuelle Zurückgebliebenheit, Fortschrittsvorstellungen, aber auch Debatten um Authentizität auf. Kritik wurde überwiegend an der arabischen Vergangenheitsbesessenheit und der gleichzeitigen arabischen Entfremdung von der Gegenwart geübt. In der Abschlusserklärung der Konferenz wurde unterstrichen, dass Tradition ein notwendiger Bestandteil arabischer Kultur sei und die Vergangenheit die Zukunft nicht beherrschen könne. Authentizität (ʾaṣāla) mit turāṯ (arabisch-islamisches Erbe) gleichzusetzen, wäre ein gefährliches Unterfangen und würde jegliche Form von Fortschritt verhindern. Eine richtige Wiederbelebung von turāṯ würde bedeuten, dass eine offene Diskussion über die Rolle der Religion in der Gesellschaft stattfinden muss und dass der Islam modernisiert werden müsste, während man seine essentiellen Glaubsbestandteile jedoch beibehält. Die gegenwärtigen Probleme der arabischen Staaten wurden in der Abwesenheit von Demokratie, in der Uneinigkeit der Staaten untereinander und in dem Unvermögengesehen gesehen, strategisch zu planen.  Arabische Intellektuelle hätten laut der Abschlusserklärung frei zu sein von dem intellektuellen Terror, sie müssten sich für arabische Anliegen engagieren und sich moralisch mit den Gefühlen der arabischen Massen verbunden fühlen.
Nachdem dem Erscheinen der gesammelten Beiträge der Kuwait-Konferenz 1974, veröffentlichte Mahdī ʿĀmil noch im selben Jahr die Kritikschrift ʾAzmat al-ḥaḍāra al-ʿarabīya ʾam ʾazmat al-burğwāzīyāt al-ʿarabīyya (Deutsche Übers.: Kulturkrise oder Krise der arabischen Bourgeoisie?), in der er die Ergebnisse und Schriften der teilnehmenden Intellektuellen (mit Ausnahme des ägyptischen Linken Maḥmūd ʾAmīn al-ʿAlim) in die Mangel nahm. In den Beiträgen verortete er eine idealistische, metaphysische und essentialistische Logik, die zivilisatorische Problematiken als intellektuelle Fragestellungen verausgabt, losgelöst von materiellen, sozioökonomischen und politischen Faktoren und die den Effekten verursachen würden, dass es imaginäre Essenzen wie "das arabische Erbe" oder „den arabischen Geist“ scheinbar gäbe. Zivilisation wurde, nach ʿĀmils Kritik, als ein transhistorisches Phänomen untersucht, dessen Kern sich über die Jahrhunderte niemals verändert hätte. Im marxistisch-leninistisch geprägten Verständnis ʿĀmils sei Geschichte ein dialektischer Prozess von sich widersetzenden Kräften und Interessen und jene idealistische und essentialistische Logik, die die arabischen Intellektuellen der Kuwait-Konferenz in Anspruch nahmen, sei letztendlich die Logik der kapitalistischen arabischen Bourgeoisie. ʿĀmil lehnt das Denken in Kategorien wie „westlicher“ oder „arabischer Geist“ ab und schlägt vor stattdessen nach den sozialhistorischen Faktoren zu fragen, die zu bestimmten kulturellen und intellektuellen Entwicklungen geführt haben. In einem ähnlichen Tenor kritisiert er die Auseinandersetzung vieler Intellektueller mit der nahḍa (oft mit Renaissance übersetzt – um eurozentristische Konnotation zu verhindern, bietet sich die Übersetzung Aufbruch eher an), deren angebliches Scheitern sie auf eben jene Konstrukte von „arabischen Denkens“ zurückführen. ʿĀmil hingegen benutzt seine materialistische Herangehensweise und meint, dass die nahḍa versagen musste, da sie von einer abhängigen Bourgeoisie (Kompradoren-Bourgeoisie) vorangetrieben wurde, die unter der Kolonialherrschaft an Macht und Einfluss gewonnen hatte. Demnach stellte der literarische, intellektuelle und technologische Aufbruch im 19. Jahrhundert kein wirklichen Bruch mit den alten sozioökonomischen und kulturellen Strukturen dar, weil jene Bourgeoisie auf Grund ihrer Abhängigkeit keine authentische Neugenerierung von Wissen vornehmen konnte. Nur ein Eingestehen der kolonialen Realität der Gegenwart sowie das Erwachen der Arbeiterklasse, die sich gegen die abhängige Bourgeoisie auflehnt, könne man, nach ʿĀmil, abseits der Begriffe Fortschritt und Zurückgebliebenheit, neue Lösungen für die andauernde Krise finden. Letztere zwei Begriffe seien Konzepte, die durch den orientalistischen Diskurs über andere Zivilisationen im Dienste der imperialistischen Übermacht in die lokalen Diskursen eingeführt worden sind, um dem West die Vorreiterrolle in Fortschritt und Modernität zu sichern.
Zu der Bedeutung dieser Kritik äußert sich die Kulturhistorikerin und Philosophin Elizabeth Suzanne Kassab folgendermaßen: "Connecting culture and thought to their economic and political contexts and historicizing the past, whether cultural or political, instead of viewing it as a monolithic, unchanging whole, governed by a core of essences, are crucial requirements for a broader and healthier understanding of cultural issues. In the last decades of the twentieth century, postcolonial thinkers, including Arabs, have underlined the urgency of these demands. Many of them have come from a leftist, socialist, or Communist background and have relentlessly drawn attention to the political and economic problems underlying cultural questions. They have been the victims of persecution in their countries, sometimes because of their ideologies and most of the time because of their oppositional critical voices."

## Gehört dem Orient das Herz und der Verstand dem Okzident? Marx in der Orientalismuskritik Edward Saids. (1985)
ʿĀmil kritisiert in seinem Essay Hal al-qalb li-š-šarq wa-l-ʿaql li-l-ġarb? Mārks fī ʾistišrāq ʾIdwārd Saʿīd. (Deutsche Übers.: Gehört das Herz dem Orient und der Verstand dem Okzident? Marx in der Orientalismuskritik Edward Saids.) Saids Vorwurf, Marx würde orientalistische Positionen in seinem Kommentar zur britischen Kolonialpolitik in Indien bedienen. In diesem Artikel, der am 25. Juni 1853 in der New York Daily Tribune unter dem Titel The British Rule in India erschien, entwirft Marx seine ersten Überlegungen zur Asiatischen Produktionsweise, die er auf Grund seines Todes 1883 nicht beenden konnte und die er später als „journalistischen Dreck“ bezeichnete. Auf 92 Seiten versucht ʿĀmil, seine Lesart von Orientalism (1978) darzulegen und konzentriert sich dabei auf jene vier Seiten, in denen Said Marx in den orientalistischen Denktraditionen Westeuropas verortet. Seine Hauptthese, die auch im Titel wiederzufinden ist, erklärt er im gleichnamigen dritten Kapitel:
| Laut Said entkommt Marx dem Orientalismus und fällt durch das Missbilligen der Leiden der Orientalen aus ihm heraus. Er fügt sich jedoch wieder in den Orientalismus ein, indem er sich der historischen Notwendigkeit des gesellschaftlichen Wandels orientalischer Zivilisationen unterwirft. […] Durch Gefühle, Leidenschaft, Emotionen - durch das Herz [auch: Mitte, Zentrum; Kern; Mark; bester edelster Teil; Sinn, Gemüt] gelingt es Marx, laut Said, dem Orientalismus zu entkommen. Er verbrüdert sich aber wieder mit ihm durch die Benutzung des Verstands [auch: Einsicht, Verstand, Vernunft, Ratio, Geist, Intellekt, Intelligenz]. Es scheint, als ob [Marx] sich in einem Konflikt zwischen dem Herz und dem Verstand befinden würde, als würde das Herz dem Orient [auch: Osten, Morgenland, Sonnenaufgang] und der Verstand dem Okzident [auch: Westen; Heftigkeit, Ungestüm] gehören. Artikuliert sich das Herz, so schweigt der Verstand und der Orientalismus ist gebrochen. Wenn jedoch der Verstand spricht, dann triumphiert der Marxismus, der für die historische Notwendigkeit einsteht. Zwischen dem, was Said später als ‚menschliches Mitgefühl‘ bezeichnet, und der objektiven wissenschaftlichen Analyse der historischen Notwendigkeit, existiert ein Widerspruch, der die Synthese [auch: Versöhnung, Vermittlung, Herstellung normaler Beziehungen, passend machen, anpassen, in Einklang bringen, vereinbaren können] zwischen beiden Seiten verkompliziert. Entweder dies oder jenes. Das heißt, bemächtigt man sich [des Mitgefühls], dann ist man Komplize des Orients gegen den Orientalismus. Bemächtigt man sich des anderen [,also der Analyse], dann ist man Komplize des Orientalismus, d. h. man ist Teil des Okzidents gegen den Orient - als ob jede wissenschaftliche oder rationale Herangehensweise an den Orient im westlichen Denken den Orientalismus hervorrufen würde. | إذا رجعنا النص السعيدي، وجدنا أن ماركس يفلت من قاعدة الفكر الاستشراقي ويخرج عليها باستنكاره عذابات الشرقيين، بينما يعود إليها صاغراً في كلامه على الضرورة التاريخية لتحولات المجتمعات الشرقية. هذا تأويل يستوقف حقاً، لا لأنه يسيء فهم ماركس وحسب، بل لأنه يكشف عن بنية الفكر الذي به يتأول إدوارد سعيد النص الماركسي. من جهة الشعور، العاطفة، الإحساس، أي بكلمة، من جهة القلب يخرج ماركس، بحسب هذا المؤلف، على بنية الفكر الاستشراقي، لكنه يعود، من جهة العقل، فيندرج فيها. كأنه في صراع بين القلب والعقل. كأن القلب للشرق، والعقل للغرب، فإن نطق القلب وسكت العقل ، انهزم الفكر الاستشراقي. لكن ما إن ينطق العقل حتى ينتصر هذا الفكر في انتصار الفكر الماركسي للضرورة التاريخية. بين ما يسميه إدوارد سعيد، في اللاحق، "التعاطف الإنسانية"، وبين التحليل العلمي الموضوعي للضرورة التاريخية، ثمة تناقض يصعب التوفيق بين طرفيه: فإما هذا، وإما ذاك. إما أن ينحاز إلى الأول، فينحاز إلى الشرق ضد الاستشراق. إما أن ينحاز الآخر، وينحاز إلى الاستشراق، أي إلى الغرب، ضد الشرق. كأن كل مقاربة علمية أو عقلية للشرق محكومة بضرورة الوقوع في منطق الاستشراق، أي في منطق الفكر الغربي. |

Für ʿĀmil gibt es kein Entweder-oder. Für ihn existieren in seiner marxistischen Logik des historischen Materialismus nur die dialektischen Oppositionen, die eine produktive Syn-these erwirken müssen. Indem Said die zwei Gegensätze gegenüberstelle, weist er den Verstand bzw. der Ratio den herrschenden Klassen der westlichen Bourgeoisie zu, da er den Klassencharakter der Wissensproduktion, die den Orientalismus begünstigte, nicht beachtet.
Während sich Said auf Foucaults Methode der Diskursanalyse bezieht, die die Verbindung zwischen Macht und Wissen hervorhebt, konzentriert sich ʿĀmil in seiner Theorie mit Hilfe des historischen Materialismus auf die unterschiedlichen Klassenpositionen, aus denen das Wissen geschaffen wird und die im ständigen Kampf miteinander stehen. Dieser Kampf wird durch den Prozess der Wissensproduktion ausgetragen, da die eine Seite von der anderen einvernahmt wird:
| In diesem Prozess der Umwandlung, in dem sich Edward Said Wissensproduktionsprozess bewegt, gibt es also einen Gegensatz zwischen zwei Seiten, in denen die Beziehung zwischen den Elementen dieses Prozesses eingeschlossen sind. Diese sind: die persönliche Erfahrung - bei Said: Gefühle, Emotion, Empathie, menschliche Gebundenheit, usw. und die offizielle Sprache bzw. der kollektive Diskurs des Rationalen. (…) Der Gegensatz zwischen den beiden Seiten ist immer ein Gegensatz zwischen dem Individuum / dem Individuellen und dem Kollektiv / dem Kollektiven. Genauso ist es ein Gegensatz zwischen dem Instinkt und dem grundlegenden Verstand / Ratio (der dem Gegensatz zwischen Herz und Verstand gegenübersteht), zwischen dem, was vorsprachlich und sprachlich ist, zwischen dem, was vorepistemisch und epistemisch ist. Es ist der Gegensatz zwischen primärer Materie bzw. roher Materie, die Neues von dem Wissen beinhaltet und sich unterscheidet von dem bestehenden institutionellen Wissen und zwischen eben diesem [instinktivem, vorepistemischen, vorsprachlichen, etc.] Wissen. Es ist die Funktionsweise dieses Gegensatzes, dass die erste Seite (rohe Materie) umgewandelt werden muss. Durch ihre Umwandlung wird diese Seite von ihrer instinktiven/emotionalen, vorsprachlichen, vordiskursiven Existenz in ihre sprachlich diskursive Existenz übertragen. Durch diese Übertragung besitzt sie nun eine epistemische Existenz, d. h. eine Existenz in der Episteme oder als etwas Epistemisches. Dieses Umwandlungsverfahren ist im Prozess der Wissensproduktion notwendig – sie ist davon abhängig. | في هذه العملية من التحويل التي بها يفكر إدوارد سعيد سيرورة إنتاج المعرفة، ثمة إذن تناقض بين طرفين اثنين تنحصر فيهما العلاقة بين عناصر هذه السيرورة، هما: التجربة الشخصية - ولها عند المؤلف أسماء أخرى، كالشعور، العاطفة، الحس، الالتزام الإنساني إلخ … واللغة الرسمية، أو قول العقل الجمعي. (…) التناقض بين هذين الطرفين هو، دوماً تناقض بين الفرد، أو الفردي ، وبين الجمع، أو الجمعي. وهو أيضاً تناقض بين الحدسوالعقل المبني - (وجه من التناقض بين القلب والعقل) -، بين ما قبل اللغوي واللغوي، أو بين ما قبل القولي والقولي. أي بكلمة، بين ما قبل المعرفة والمعرفة. إنه التناقض بين مادة أولى، أو مادة خام، تتضمن جديداً من المعرفة مغاير للمعرفة المؤسسية القائمة، وبين هذه المعرفة بالذات. منطق هذا التناقض يقضي بضرورة تحويل الطرف الأول (المادة الخام)، فبتحويله ينتقل هذا الطرف من وجوده الحدسي أو الحسي ما قبل اللغوي، أي ما قبل القولي، إلى وجوده اللغوي القولي، فيكون له، بهذا الانتقال وحده، وجود معرفي، أي وجود في المعرفة، أو كمعرفة. ذلك أن عملية التحويل هذه ضرورية في سيرورة إنتاج المعرفة، بمعنى أنها ملازمة لها. أو قل إن سيرورة هذا الإنتاج تقضي بها. فالقضية إذن ليست في معرفة هل إن هذه العملية من التحويل ضرورية أم غير ضرورية. القضية هي في معرفة كيف تتم هذه العملية. |

An dieser Stelle wird ʿĀmils Methodik der oppositionellen Gegensätze besonders deutlich, da er zu der bereits erklärten Opposition zwischen Herz und Verstand weitere in derselben Hierarchie hinzufügt. Es stehen sich also, laut ʿĀmil, gegenüber: Herz vs. Verstand bzw. alles Affektive vs. Rationale, das Individuelle vs. das Kollektiv, das Vorsprachliche oder Vordiskursive vs. das bereits Versprachlichte oder Diskursivierte und das, was noch kein Wissen ist vs. dem, was bereits als Wissen existiert. Der Prozess der Wissensproduktion wandelt das Erstere in das Folgende um. Im Sinn des historischen Materialismus zeigen diese Binaritäten durch ihre produktive Synthese ihren theoretischen Wert. Das Problem, das ʿĀmil in seiner Lesart von Saids Marxkritik identifiziert, liegt in der Unfähigkeit der Oppositionen eben jene produktiven Synthesen zu erzeugen, da die eine Seite die andere in sich aufnimmt.
Darüber hinaus identifiziert ʿĀmil an jener Seite, die das Individuelle, Instinktive, Vordiskursive und -epistemische in sich einverleibt, etwas Bedrohliches: die Methodik der Um-wandlung geschieht durch das Vokabular, durch eine Lexik einer bestimmten Sprache die ʿĀmil als offizielle Sprache oder Sprache des Offiziellen (al-luġa ar-rasmīyya) bezeichnet. Diese Sprache des Offiziellen wandelt nicht nur das Affektive in das Rationale um, sondern verleiht den Dingen erst eine epistemische Existenz, damit sie Teil des kollektiven und institutionellen Diskurs werden können. Dementsprechend unterwirft die Sprache des Offiziellen durch ihre Terminologie das Affektive dank der Zwangsumwandlung, damit es Teil des Offiziellen wird und seinen Charakter vollständig annimmt. Hat das Affektive erst den Charakter der Sprache des Offiziellen angenommen, d. h. es ist nicht mehr affektiv, sondern rational, dann bestrebt es genauso, das Vorepistemische, Vordiskursive und Instinktive umzuwandeln. Um das zu verdeutlichen verwendet ʿĀmil für seine Theorie des Prozesses der Wissensproduktion eine spannende Metapher, die seiner Theorie etwas Kaltes und Emotionsloses verleiht, fern von jeder affektiven Beziehung.
| Durch diese epistemische Umwandlung also, ist das Neue des Wissens nicht mehr neu, nicht mehr rebellisch und revolutionär gegen das institutionelle Wissen und Sprache. Vielmehr wird es domestiziert durch die Sprache institutionellen Wissens, die die Verwendung ihres Vokabulars erzwingt. Die Konsequenz daraus ist, die Existenz in einer rationalen Form - einer diskursiven Form (d. h. wissenschaftlich). Diese Form unterwirft sich dem Vokabular und tritt in eine Institution als eines ihrer Elemente ein. Oder als eine Schraube in ihrem Apparat, die mitwirkt in der Machtausweitung, Verbreitung und Zusammenführung der Sprache des institutionellen Wissens. | فبتحويله المعرفي هذا إذن لم يعد جديد المعرفة جديداً، ثائراً متمرداً على مؤسسة المعرفة واللغة، بل تمَّ ترويضه بلغة المعرفة المؤسسية التي أجبر على استخدام مفرداتها، لإصرار منه على الوجود في شكل عقلي هو الشكل القولي (أي العلمي)، فأذعن لها، ودخل في مؤسسة كعنصر من عناصرها، أو كبرغيّ في آلتها، إسهاماً منه في تعميم سلطتها ونشرها وتشاملها. |

Die Metaphorik der Schraube benutzt ʿĀmil hier nicht als ein sich einbohrendes Teil, welches sich in eine bereits vorhandene Entität aggressiv einfrisst. Die Schraube, in seiner Vorstellung, hält als ein neues Teil das Ganze zusammen, verfestigt es und wird damit Teil des Ganzen. Er verweilt nicht bei der Beschreibung dieses Prozesses, sondern weist ihm einen expansiven Charakter zu, der den gesamten epistemischen Raum einnehmen will. Damit wird jede Möglichkeit zum Widerstand und jede Chance für eine Revolution ausgelöscht, da ihre Opposition vollständig vernichtet wird.
Im Kapitel 9 mit dem Titel fī ʿağz al-binyawīyya ʿan tafsīr ğadīd al-mʿarifa (Deutsche Übers.: Das Versagen des Strukturalismus das epistemische Neue zu erklären) wird seine Position zu den akademischen Entwicklungen in Europa deutlich. Er steckt den kulturellen Strukturalismus Foucaults (al-binyawīyya aṯ-ṯaqāfīyya) und den Nihilismus Nietzsches (al-ʿadamīyya an-nītšawīyya) in dieselbe Schublade und wirft ihnen vor, einen gefährlichen Antirationalismus zu predigen, der keine Differenzierung des Verstandes vornähme und einen imperialistischen Kulturalismus propagieren würde. „Der rationale Imperialismus versöhnt sich mit dem Antinihilismus des Verstandes, um die Einheit des Verstandes zu betonen und den revolutionären Verstand abzulehnen – die Opposition des herrschenden Verstandes.“ Er fürchtet dabei insbesondere die oben erwähnte „offizielle Sprache“, die alles Affektbehaftete in sich aufsaugt und in einen institutionalisierten Diskurs umwandelt. Eine Lösung sieht er im Aufbau einer neuen rationalen Sprache, d. h., er sucht nach einer anderen Episteme. Danach zeigt ʿĀmil in einem polemischen Ton auf, dass die Kritik an Repräsentationen, so wie es Said in Orientalism gezeigt hatte, auf völliges Unverständnis bei ihm stößt. Für Said existiere in dem Sinne keine ‚Wahrheit‘, sondern nur Repräsentationen, so ʿĀmil:
| Jedes Wissen, oder jede ‚Wahrheit‘ sei laut Said eine Repräsentation (dieses Wort bietet keinen geeigneten Raum für Kritik dieser alten Theorie, die von der metaphysischen und idealistischen Philosophie stammt, die im Wissen oder in ‚der Wahrheit‘ eine Repräsentation sieht.). Jede Repräsentation sei, laut dieser Theorie, durch die Notwendigkeit ihrer Existenz bestimmt. Als Repräsentation bewegt sie sich in der Sprache des kollektiven Verstandes, d. h. im Diskurs der herrschenden Ideologie, die keine Opposition besitzt. Das epistemisch Neuartige des Instinkts wäre daher repräsentativ bestimmt durch seine Entstehung. Das Neue kehrt nicht zurück, selbst wenn er in der Sprache des Verstandes sprechen würde. Sein Verbleiben als epistemisch Neues wäre bedingt durch seinen Antirationalismus und seine Sprache der Vorstellung. | كل معرفة، أو كل "حقيقة" – كما يقول المؤلف – هي تمثيل (ليست هذه الكلمة مجالاَ صالحاَ لنقد هذه النظرية القديمة قدم الفلسفة المثالية الميتافيزيقية التى ترى في المعرفة، أو "الحقيقة" ثمثيلاَ). وكل تمثيل محكوم، بحسب هذه النظرية، بضرورة وجوده، كتمثيل، في لغة العقل الجمعي، أي في البناء القولي للايديولوجية السيطرة التي لا نقيض لها. لذا، كان جديد المعرفة الحدسي محكوماَ بصيرورته تمثيلاَ، فلا يعود جديداَ، إن هو قال نفسه في لغة العقل. فبقاؤه، كجديد من المعرفة، مشروط بمناهضته العقل ولغته، وله، إذاك، لغة التخيل |

ʿĀmil hinterfragte bisher immer Konzepte wie Fortschritt und Zurückgebliebenheit und identifizierte sie als idealistische und kolonialistische Ideen. Saids Konzept der Repräsentationen im poststrukturalistischen Methodenspektrum löste in ʿĀmil Unbehagen aus, da er darin einen Rückschritt in der Verwendung scheinbar metaphysischer und idealistischer Konzepte sieht. Das von ihm postulierte epistemische Neue ist nach seiner Ansicht nicht in der aufkommenden poststrukturalistischen und postkolonialen Kritik zu finden, sondern nur in seiner "alten" materialistischen Methode. Diesen Widerspruch identifiziert auch der libanesische Intellektuelle Samir Frangié: "ʿAmil‘s whole project was to develop a Marx for the periphery, by deploying CMOP [colonial mode of production] as a way to escape the historicist reading of Marx. But when faced with the critique of Said, he had to revert to a defense of the same historicist Marx he had tried to deconstruct earlier, in an effort to confront what he saw as a dangerous relativism."

## Monographien
- 1974: ʾAzmat al-ḥaḍāra al-ʿarabīya ʾam ʾazmat al-burğwāzīyāt al-ʿarabīyya. Bairūt: Dār al-Fārābī. (Deutsche Übers.: Kulturkrise oder Krise der arabischen Bourgeoisie?)
- 1972: Muqaddimāt naẓarīyya. li-Dirāsa ʾaṯar al-fikr al-ʾištirākī fī ḥarakat at-taḥarrur al-waṭanī. Bairūt: Dār al-Fārābī. (Deutsche Übers.: Theoretische Einführungen zum Studium der sozialistischen Einflüsse auf die nationale Befreiungsbewegung.)
- 1979: an-Naẓarīyya fī al-mumārisa as-sīyāsīyya. Baḥṯ fī ʾasbāb al-ḥarb al-ʾahlīyya. Bairūt: Dār al-Fārābī. (Deutsche Übers.: Theorie zur politischen Praxis. Eine Studie zu den Gründen des libanesischen Bürgerkrieges.)
- 1980: Madḫal ʾilā naqḍ al-fikr aṭ-ṭāʾifī. al-Qaḍīyya al-filasṭīnīyya fī ʾīdīyūlūğīyyat al-burğwāzīyya al-lubnānīyya. Bairūt: Dār al-Fārābī. (Deutsche Übers.: Einführung in den Widerspruch des Konfessionalismus. Das palästinensische Anliegen in der Ideologie der libanesischen Bourgeoisie.)
- 1985: Fī ʿilmīyyat al-fikr al-ḫaldūnī. Bairūt: Dār al-Fārābī. (Deutsche Übers.: Zur Wissenschaftlichkeit von Ibn Khaldoun.)
- 1985: Hal al-qalb li-š-šarq wa-l-ʿaql li-l-ġarb? Mārks fī ʾistišrāq ʾIdwārd Saʿīd. Bairūt: Dār al-Fārābī. (Deutsche Übers.: Gehört dem Orient das Herz und der Verstand dem Okzident? Karl Marx in der Orientalismuskritik Edward Saids.)
- 1986: Fī ad-daula aṭ-ṭāʾifīyya. Bairūt: Dār al-Fārābī. (Deutsche Übers.: Zum konfessionalistischen Staat.)
- 1987: (unvollendet) Naqd al-fikr al-yawmī. Bairūt: Dār al-Fārābī. (Deutsche Übers.: Kritik des täglichen Denkens.)
- 2021: Arab Marxism and National Liberation. Selected Writings of Mahdi Amel, Brill, ISBN 978-90-04-44423-2.

## Gedichtbände (unter dem Pseudonym Hilāl Bin Zaytūn)
- 1974: Taqāsīm ʿalā az-zamān. (Verlag und Verlagsort unbekannt)
- 1984: Fiḍāʾ an-nūn. (Verlag und Verlagsort unbekannt)